# Claudio (personaje)
El rey Claudio es un personaje ficticio de la tragedia Hamlet del dramaturgo inglés William Shakespeare y el principal antagonista de la obra. Es hermano del rey Hamlet, segundo marido de Gertrudis y tío y más tarde padrastro del príncipe Hamlet. Obtuvo el trono de Dinamarca al asesinar a su hermano con veneno y luego casarse con la viuda del difunto rey. Él se basa libremente en el jefe juto Feng que aparece en Chronicon Lethrense y en Saxo Gramático Gesta Danorum. Nunca hubo un rey danés real con ese nombre.

## Resumen
Al comienzo de la obra, se ve a Claudio como un monarca capaz, ya que trata diplomáticamente cuestiones como la amenaza militar de Noruega y la depresión de Hamlet. No es hasta la aparición del fantasma del rey Hamlet en el patio que el lector cuestiona sus motivos. Durante la progresión de la obra, empeora al recurrir primero al espionaje y, cuando eso falla, al asesinato.

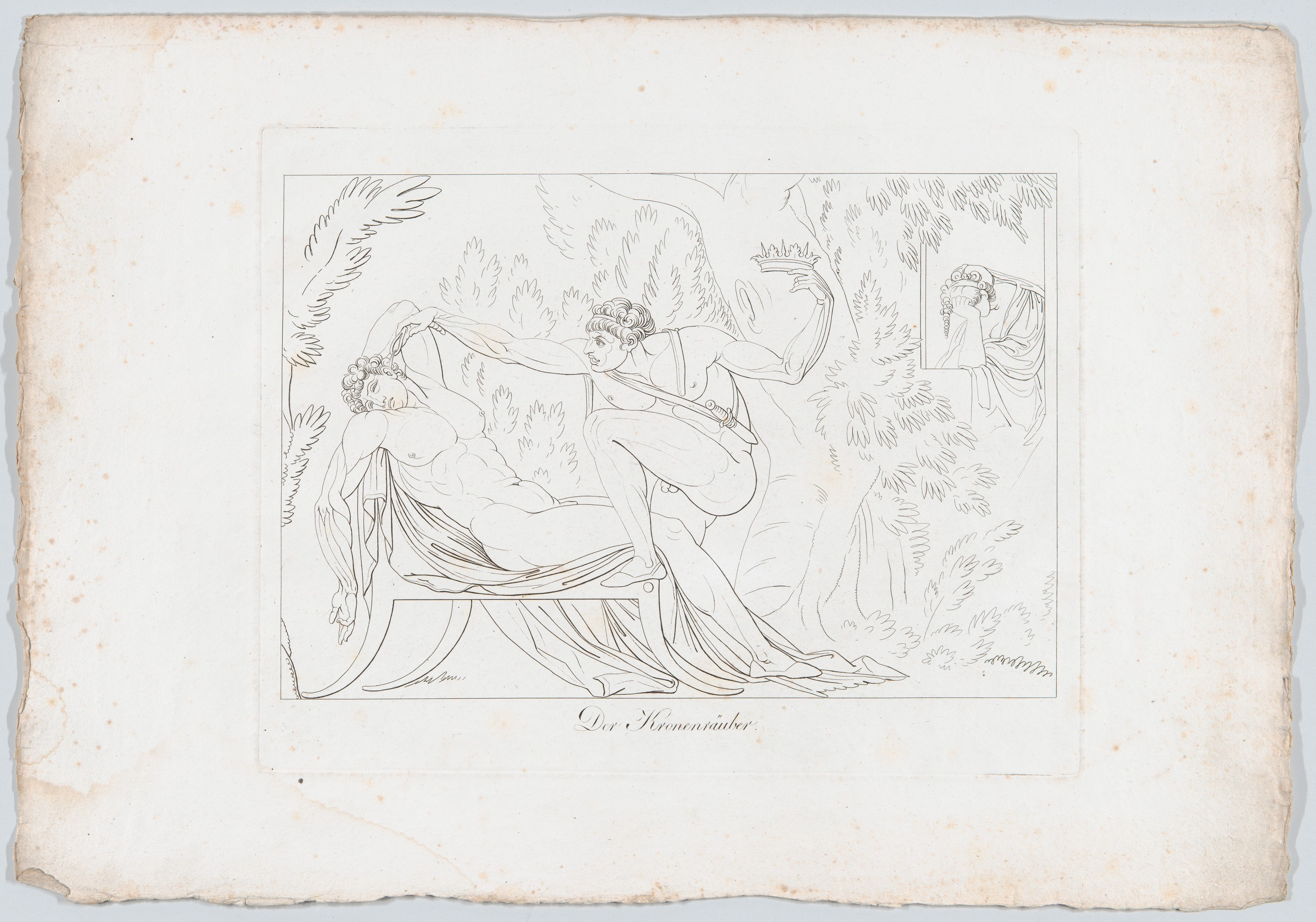
Der Kronenräuber ('El ladrón de la corona': Claudio mata a su hermano, el rey Hamlet, vertiendo veneno en su oreja mientras yace durmiendo en el jardín) de Johann Heinrich Lips y Henry Fuseli, 1806)

Es en el Acto III, Escena III, cuando Claudio anticipa la venganza de Hamlet confesando sus pecados a Dios en su propia capilla privada, que la audiencia puede estar segura de su culpa. Se muestra descontento e infeliz con los acontecimientos que tienen lugar. El joven príncipe lo ve meditando sobre sus malas acciones y tratando de orar pidiendo perdón, pero sabe muy bien que la oración por sí sola no lo salvará si continúa beneficiándose de su propio pecado. Si realmente se arrepintiera, tendría que confesar su pecado y renunciar a todo lo que logró a través de él, lo cual decide no hacer. A pesar de su remordimiento, el rey todavía busca la muerte de Hamlet en un esfuerzo por salvar tanto su trono como su vida, ya que cree que el príncipe ahora es consciente de su participación en la muerte del rey Hamlet. 
Hamlet está listo para matarlo, solo para retroceder, cuando Laertes busca venganza por la muerte de su padre Polonio a manos de Hamlet, Claudio finalmente inventa un plan «infalible» para lidiar con Hamlet de una vez por todas. Organiza una pelea de esgrima entre Hamlet y Laertes, pero conspira con Laertes para envenenar su florete y darle a Hamlet una bebida envenenada. El plan del rey fracasa; la reina Gertrudis bebe del cáliz envenenado en lugar de Hamlet y muere, y Hamlet, después de ser golpeado por la lámina envenenada, captura la misma espada y hiere a Laertes, quien finalmente revela el complot de Claudio. Como el ejército de Noruega, dirigido por el joven príncipe Fortimbrás rodea el castillo, Hamlet finalmente se venga y mata a Claudio apuñalándolo con la espada y luego obligándolo a beber el veneno que había sido destinado a Hamlet.

## Interpretación
El personaje de Claudio es a la vez el principal antagonista de la pieza y un individuo complejo. Él es el villano de la pieza, como se admite a sí mismo: «Oh, mi ofensa es el rango, huele a cielo» (Acto III, Escena 3, Línea 40), pero su notable autoconciencia y remordimiento complican el estatus de villano de Claudio muy parecido a Lord Macbeth. El fratricidio de Claudio es la corrupción que impregna el mundo de la obra, eso que es, en palabras de Marcelo (un guardia), «algo... podrido en el estado de Dinamarca». Shakespeare recuerda a la audiencia el crimen varias veces al hacer que los personajes mencionen la historia de Caín y Abel, incluido el propio Claudio, quien admite haber sido infligido con «la maldición primordial mayor». La crueldad de Claudio se refleja en sus planes para matar a Hamlet, enviándolo a Inglaterra para que lo maten, además de preparar un partido de esgrima amañado. Claudio también es un gran bebedor, propone numerosos brindis y preside una ruidosa corte; apropiadamente sucumbe a su propio vino envenenado.
Sin embargo, el rey no está exento de virtudes redentoras. Se le ve como un monarca capaz (a pesar de la comparación desfavorable con su predecesor asesinado en el primer soliloquio de Hamlet), así como un pensador rápido y un conversador suave, que en el Acto IV, Escena 5 convierte a Laertes de rebelde a cómplice. En el Acto III, Escena 1, muestra fugazmente remordimiento por sus crímenes e intenta orar en la Escena 3, incluso cuando se da cuenta de que no puede arrepentirse sinceramente («Las palabras sin pensamientos nunca van al cielo»), y finalmente continúa en sus malos caminos. La mayoría de los comentaristas están de acuerdo en que la naturaleza malvada del rey es evidente y que los otros aspectos de su naturaleza ejemplifican la capacidad de Shakespeare para retratar a sus villanos como completamente humanos.
El rey lleva el nombre del emperador romano Claudio, quien fue considerado el arquetipo de un gobernante malvado en la época de Shakespeare. El matrimonio incestuoso histórico de Claudio y el supuesto envenenamiento por Agripina la Menor, quien más tarde fue asesinada por su hijo Nerón, se reflejan en la obra, como el propio Hamlet parece señalar en el Acto III, Escena 2: «¡Suave! ¡Ahora! a mi madre. Oh corazón, no pierdas tu naturaleza; no dejes jamás. El alma de Nerón entre en este firme seno...»
Aunque el personaje se conoce como «Claudio, rey de Dinamarca» en una dirección escénica, ningún personaje de la obra dice el nombre «Claudio».

## Actores que interpretaron el papel
- Eduard von Winterstein interpretó a Claudio en la adaptación cinematográfica muda alemana de 1921.

- Basil Sydney interpretó a Claudio en la adaptación cinematográfica de 1948, dirigido y protagonizado por Laurence Olivier.

- Alan Bates retrata a Claudio como un intrigante cobarde, bufón y borracho en la adaptación cinematográfica de 1990, dirigido por Franco Zeffirelli.

- En la versión cinematográfica de 1996 dirigido y protagoinzado por Kenneth Branagh, Claudio es interpretado por Derek Jacobi. Jacobi no solo había sido el mentor de Branagh como actor, sino que anteriormente había interpretado al propio Hamlet con Patrick Stewart interpretando a Claudio en una producción de la BBC.

- En la versión cinematográfica de 2000, dirigido por Michael Almereyda, ambientado en el tiempo moderno, Claudio es interpretado por Kyle MacLachlan.

- Patrick Stewart interpretó una vez más a Claudio con la Royal Shakespeare Company en 2008, en una producción dirigida por Gregory Doran.

- Clive Owen interpretó a Claudio en la película Ophelia de 2018 de Claire McCarthy.

## Personajes inspirados en Claudio
- Claudio también inspiró al personaje Lord Miraz en la novela El príncipe Caspian de C. S. Lewis, parte de la serie Las Crónicas de Narnia.

- Ron Perlman interpreta a Clay Morrow en la serie de televisión Sons of Anarchy, que se basa en gran medida en la estructura general de la trama de Hamlet; su personaje está basado en Claudio. Ron Perlman ha dicho: «Estoy seguro de que se mantendrán en la estructura de Hamlet hasta el final» de la serie.[3]

- En la película El rey león (y su remake de 2019), el villano de la cinta, Scar (voz de Jeremy Irons en la versión de 1994 y Chiwetel Ejiofor en la versión de 2019), sigue el modelo de Claudio; ambos personajes asesinan a sus hermanos y simulan a sus sobrinos para ascender al trono.